# محمد الكثيري
محمد بن حمد الكثيري، (1381هـ - 1961م / 1423هـ 2002م)، إعلامي وصحفي سعودي خدم مجال الرياضة والشعر وترأس تحرير مجلة أصداف.

## بدايات
ولد عام 1381هـ / 1961م 
وكانت حياته الصحفية تتجاوز الخمس وعشرين سنة من العطاء والعمل وبدء الصحافة عندما كان طالبا جامعيا وخدم الساحة الشعبية لسنوات طويلة.

## مؤهلاتة
- بكالوريوس إعلام
- دبلوم لغة عربية من جامعة الإمام محمد بن سعود الإسلامية في الرياض

## عمل الصحافة
- بداية حياته الصحفية من خلال جريدة الجزيرة (السعودية) وترأس القسم الرياضي فيها .
- ترأس الشئون الرياضية بمكتب جريدة عكاظ في الرياض .
- انتقل إلى جريدة الرياضية وأشرف على صفحات مشاعر المختصه بالشعر الشعبي .
- قدم صفحات متنوعة باسمه منها باب ( أسبوعيات جريئة ) في مجلة الدعوة وكرم خلالها بجائزة ( أفضل كاتب اسلامي لعام 1403هـ ) وكان وقتها طالبا في المرحلة الجامعية .
- قدم صفحات ( عصاري ) ثم ( أقمار ) في جريدة المسائية .
- قدم زاوية ( حدود صحراوية ) في مجلة عالم الرياضة .
- كان له زاوية ثابتة في جريدة الرياضي اسمها ( شرق حيث نحن ) حين كانت الجريدة تصدر بالدمام .
- عمل في مناصب رئيس التحرير ومدير التحرير أيضا في مجلة فروسية وشعر ومجلة أصداف .
- عاد في نهاية حياته الصحفية إلى بيته الأول جريدة الجزيرة ليشرف على القسم الاقتصادي في إشارة لقدراته الغير محدودة ومواهبه المتعددة في المجال الصحفي .[2]

## جوائز وتكريم
- أفضل كاتب رياضي في استفتاء لمجلة اليمامة عام 1404هـ .
- أفضل معد صفحة شعبية في استفتاء في مجلة النهضة عام 1409هـ .
- أفضل صحافي عربي خلال استفتاء في مجلة اصداف .

## مؤلفاته
- حب وصحافة
- وطن واسرارهم
- ساعة الفجر

## قالوا عنه
- قال محمد الرطيان كتعامل شخصي مع محمد الكثيري فهو رجل شهم مهما كان بينك وبينه من خلاف فهو ينسفه ويحطمه ويستقبلك كضيف ويرحب فيك، وهو نجم من نجوم الصحافة السعودية والخليجية والعربية سواء كان كاتبا رياضيا أو معدا شعبيا أو رئيس تحرير وقدم لنا ضجيجه الجميل.
- قال محمد النفيعي عنه : محمد الكثيري اسميه الصحفي الإنسان، رغم انه يحتفظ بمكر وحرفية الصحافة، الا انه لم يتنازل عن قناعاته كإنسان وهذه معادلة صعبة جداً أنت تبقى انسانا صحفيا في الوقت ذاته، وبالامانه لا ننسى الخدمات التي قدمها محمد الكثيري للأدب الشعبي.
- مسفر الدوسري قال عنه : محمد من الأقلام التي أثرت الصحافة الشعبية والرياضية وله تاريخ طويل في الصحافة ولا يمكن لتاريخ الكثيري الطويل في الصحافة ان يطمس .

## وفاته
توفي عن عمر يناهز 42 سنة إثر نزيف حاد في الكبد يوم الأحد 14 شعبان 1423هـ / 20 - 10 - 2002م
حيث كان يشكو من مرض تليف الكبد

## وصلات خارجية
- محمد الكثيري.. مانشيت مدى الحياة
- الشاعر محمد الكثيري